# Antonio Ugalde García
Antonio Ugalde García (Esplugues de Llobregat, Catalunya 1976) és un jugador d'handbol català, guanyador d'una medalla olímpica.

## Biografia
Va néixer el 13 de maig de 1976 a la ciutat d'Esplugues de Llobregat, població situada a la comarca del Baix Llobregat. Actualment és entrenador de l'equip Aleví masculí A y Senior B de l'Handbol Sant Joan Despí.

## Carrera esportiva

### Trajectòria per clubs
| Temporades             | Club               | Lliga             | País    |
| ---------------------- | ------------------ | ----------------- | ------- |
| 1993/1994 - 2002/2003  | BM Granollers      | ASOBAL            | Espanya |
| 2003/2004 - 2004/2005  | CB Cangas          | ASOBAL            | Espanya |
| 2005/2006 - 2006/2007  | BM Valladolid      | ASOBAL            | Espanya |
| 2007/2008              | BM Almeria         | ASOBAL            | Espanya |
| 2008/2009              | At Boadilla Madrid | Divisió d'Honor B | Espanya |
| 2009/2010 - actualitat | CB Cangas          | ASOBAL            | Espanya |

Títols
- 2 Copes EHF: 1994/1995 i 1995/1996 (BM Granollers)
- 1 Copa del Rei: 2005/2006 (BM Valladolid)

### Trajectòria amb la selecció
Va participar, als 24 anys, en els Jocs Olímpics d'Estiu de 2000 realitzats a Sydney (Austràlia), on va aconseguir guanyar la medalla de bronze en la competició masculina d'handbol amb la selecció espanyola.
Al llarg de la seva carrera ha guanyat dues medalles en el Campionat d'Europa, una d'elles de plata.